# Escurial de la Sierra
Escurial de la Sierra település Spanyolországban, Salamanca tartományban. Escurial de la Sierra Barbalos, Herguijuela del Campo, Linares de Riofrío, San Miguel de Valero, Navarredonda de la Rinconada és Tejeda y Segoyuela községekkel határos. Lakosainak száma 244 fő (2024).

## Népesség
A település népessége az elmúlt években az alábbi módon változott:
| Lakosok száma | 292  | 292  | 293  | 276  | 269  | 265  | 237  | 239  | 232  | 244  |
|               | 2001 | 2004 | 2007 | 2009 | 2012 | 2014 | 2017 | 2019 | 2022 | 2024 |